# Citheronia regalis
Espèce
Citheronia regalis est une espèce de papillons, endémique de l'Amérique du Nord, de la famille des Saturniidae. Les chenilles sont appelées diables à cornes. L'adulte (imago) a une envergure de 9,5 à 15,5 cm. L'espèce a été décrite pour la première fois par Johan Christian Fabricius en 1793.

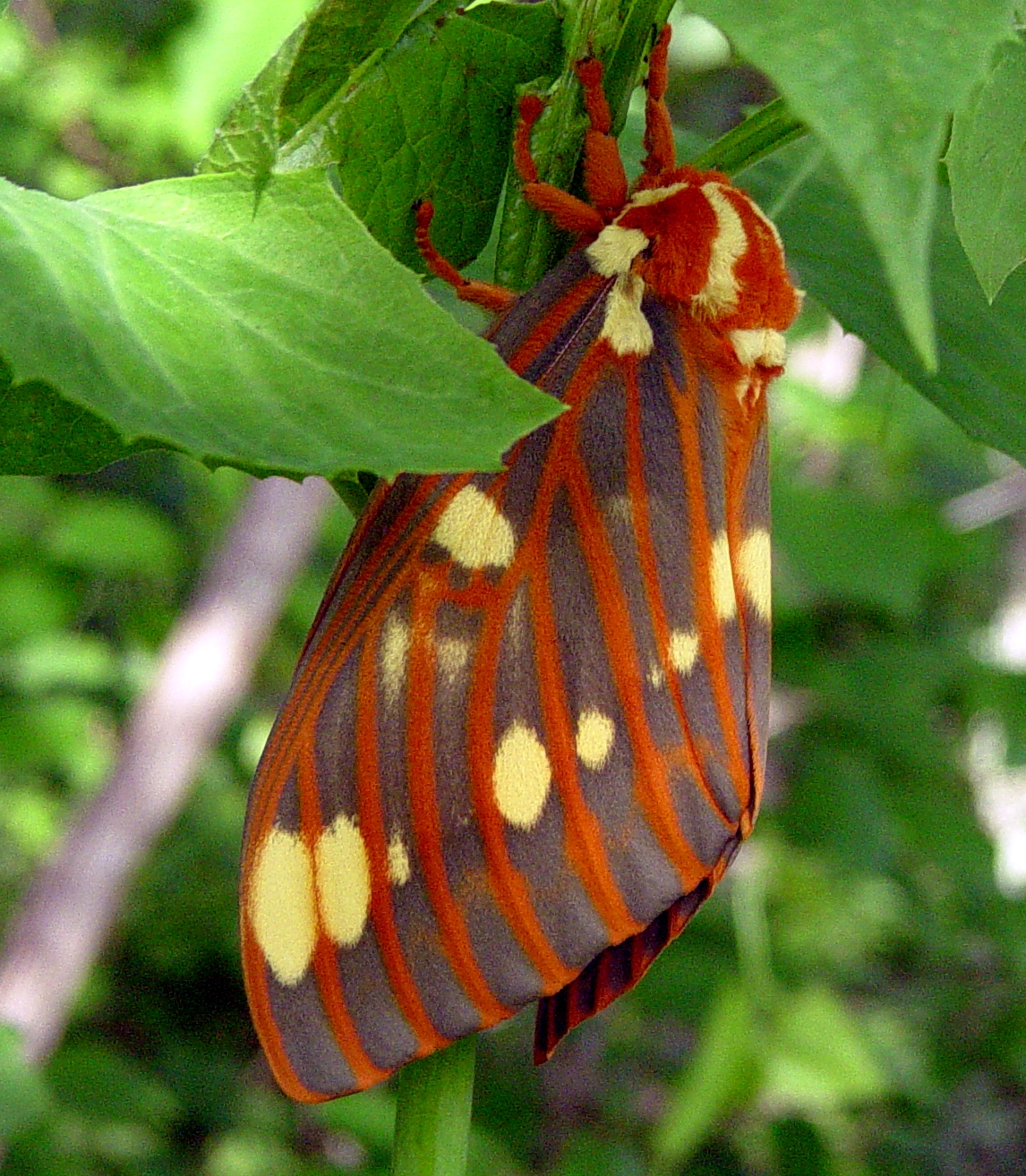
Un papillon adulte.

## Cycle de vie
Le papillon adulte est le plus grand papillon en termes de masse aux latitudes nord du Mexique, tout comme la larve spectaculaire et la nymphe substantielle.
Le cycle de vie du papillon est typique des espèces de Saturniidae et typique des Ceratocampinae. Il s'enfouit dans le sol pour se nymphoser dans une chambre en terre, plutôt que de tisser un cocon.
Ses œufs sont jaunâtres, ovales et mesurent 2 mm de diamètre. Ils sont déposés seuls ou en groupes de quatre maximum sur la face supérieure des feuilles de la plante hôte, privilégiant les arbres à noix tels que Juglans et Carya (noyers et caryer). Il existe des préférences régionales, avec l'utilisation de gomme sucrée et de kaki dans le sud, et de sumacs là où les autres ne sont pas disponibles. Les larves sont solitaires aux stades ultérieurs et sont rarement présentes en nombre suffisamment important pour provoquer une défoliation ; cependant, une larve individuelle peut dépouiller plusieurs branches de leurs feuilles au cours du cinquième stade vorace.
La liste des hôtes enregistrés comprend Carya (y compris Carya illinoensis), Juglans cinerea, Liquidambar styraciflua, Diospyros virginiana, Rhus, Gossypium et autres. Les adultes ne se nourrissent pas.
Lorsque les œufs éclosent 7 à 10 jours plus tard, de petites larves jaunes qui noircissent rapidement émergent. Les chenilles se nourrissent solitairement la nuit au début, lorsqu'elles se recroquevillent en forme de « J » pendant la journée et ressemblent à des excréments d'oiseaux bicolores.
En vieillissant, les chenilles se nourrissent pendant la journée. Ils muent quatre fois. Chaque stade est différent, mais au cinquième et dernier stade, ils deviennent d'une couleur vert vif, avec d'énormes cornes rouges à pointe noire, ce qui leur vaut leur nom commun de diables à cornes. Ils se nourrissent abondamment de leur plante hôte pendant 37 à 42 jours et peuvent mesurer jusqu'à 15 centimètres de long. Leur apparence effrayante n’est qu’une ruse ; les épines, bien que piquantes, ne piquent pas, et la larve est inoffensive et en fait l'une des saturniidae les plus faciles à manipuler.

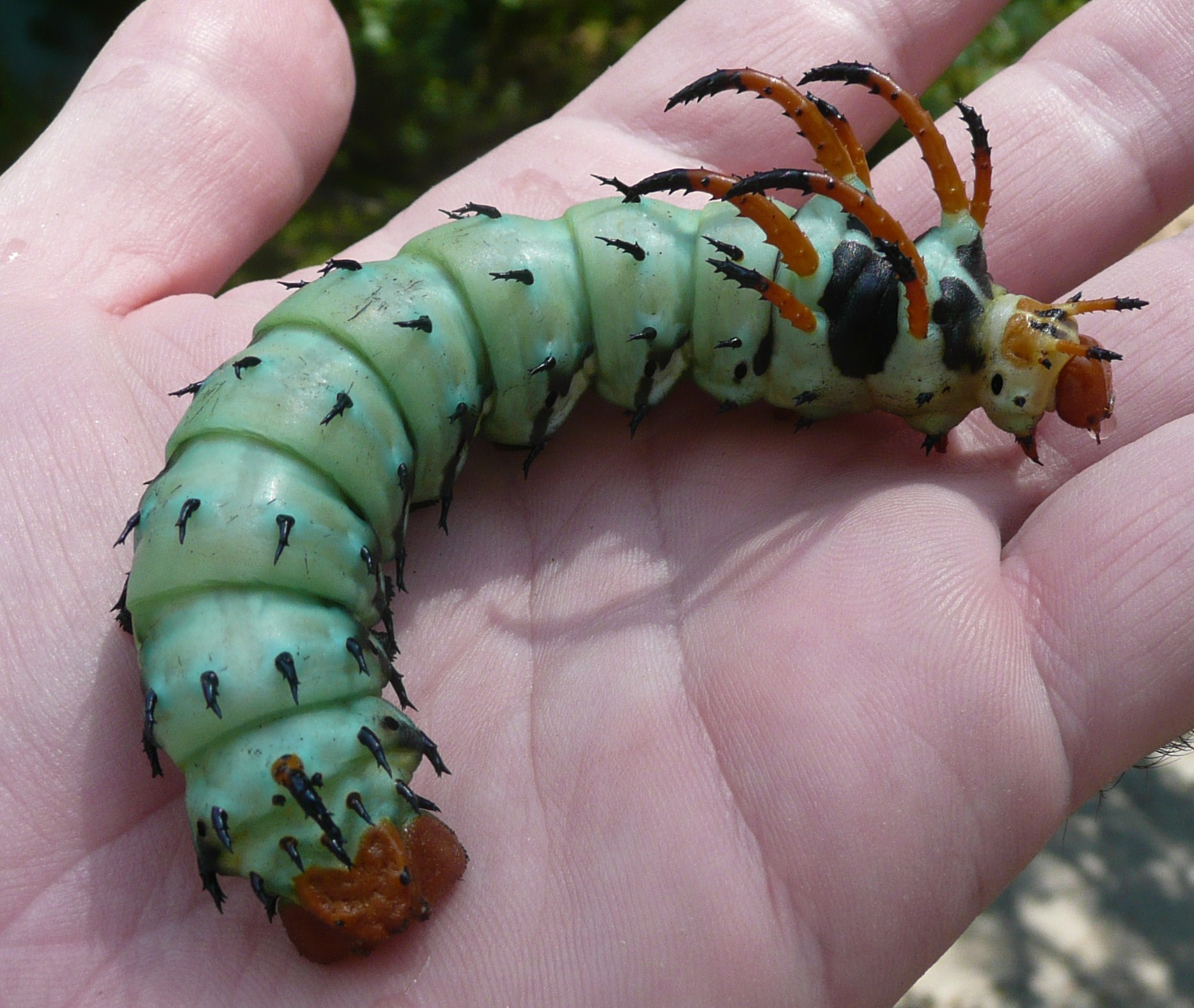
Diable à cornes, stade larvaire du papillon royal montrant la phase turquoise.

Juste avant la pupaison, la larve expulse son intestin et change de couleur du vert au turquoise, la peau de la créature entièrement nourrie étant tendue, brillante et tendue. Ils rampent ensuite vers la plante hôte, où ils s'enfouissent dans la terre et se nymphosent dans une chambre bien formée à une profondeur de 127 à 152 mm. Les pupes sont de couleur brun foncé/noir et ont un crémaster relativement court. Certaines pupes hivernent pendant deux saisons, peut-être pour s'adapter à des conditions variables et défavorables telles que les incendies et les inondations, ou pour maintenir la diversité génétique d'une génération à l'autre.
Lorsque les papillons se rapprochent (émergent), ils doivent pomper leurs ailes avec du liquide (hémolymphe) pour les déployer. Les femelles émettent des phéromones que le mâle peut détecter grâce à ses grandes antennes plumeuses. Les mâles peuvent parcourir des kilomètres pour atteindre une femelle. Après l'accouplement des papillons, la femelle passe la majeure partie du reste de sa vie à pondre, tandis que le mâle peut s'accoupler plusieurs fois. Les adultes de cette famille de papillons nocturnes ont une bouche vestigiale, ce qui signifie que leurs pièces buccales ont été réduites. Pour cette raison, ils ne mangent pas et ne vivent qu’environ une semaine à l’âge adulte.
Il existe une seule génération de Citheronia regalis dans toute son aire de répartition, mais dans le Sud profond, des papillons nocturnes ont été enregistrés tout au long de la saison de croissance plus longue. En règle générale, C. regalis est un papillon de nuit du milieu de l'été, en vol de fin juin à août, avec des larves culminant d'août à octobre. Il existe une courbe en cloche distincte pour l'émergence, avec des semaines de pointe coïncidant avec la première période de temps humide d'été, ce qui peut synchroniser les émergences.

## Répartition
Citheronia regalis est considérée comme une espèce commune dans le Sud profond américain, devenant plus rare et plus sporadique vers le nord. On le trouve dans toutes les forêts de feuillus des États-Unis, du Missouri, de la Pennsylvanie au Massachusetts et vers le sud, du Texas au centre de la Floride. Historiquement enregistrée dans toute la Nouvelle-Angleterre, l'espèce a subi un déclin dans le nord-est de l'Atlantique au milieu du 20e siècle.
À l'exclusion des rares mentions contemporaines de New York, Citheronia regalis atteint une stabilité de son aire de répartition dans les États du centre de l'Atlantique et du Sud des Appalaches, commençant du Sud du New Jersey à l'ouest dans toute la vallée de l'Ohio, à la limite des États des Grandes Plaines et au sud jusqu'à l'Est du Texas. Il est répertorié comme une espèce préoccupante et semble disparu de l’État américain du Connecticut.

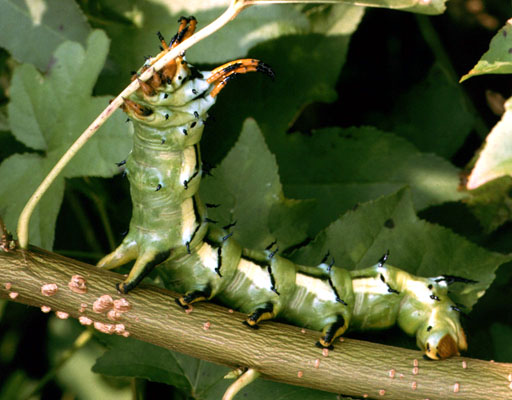
Larve.
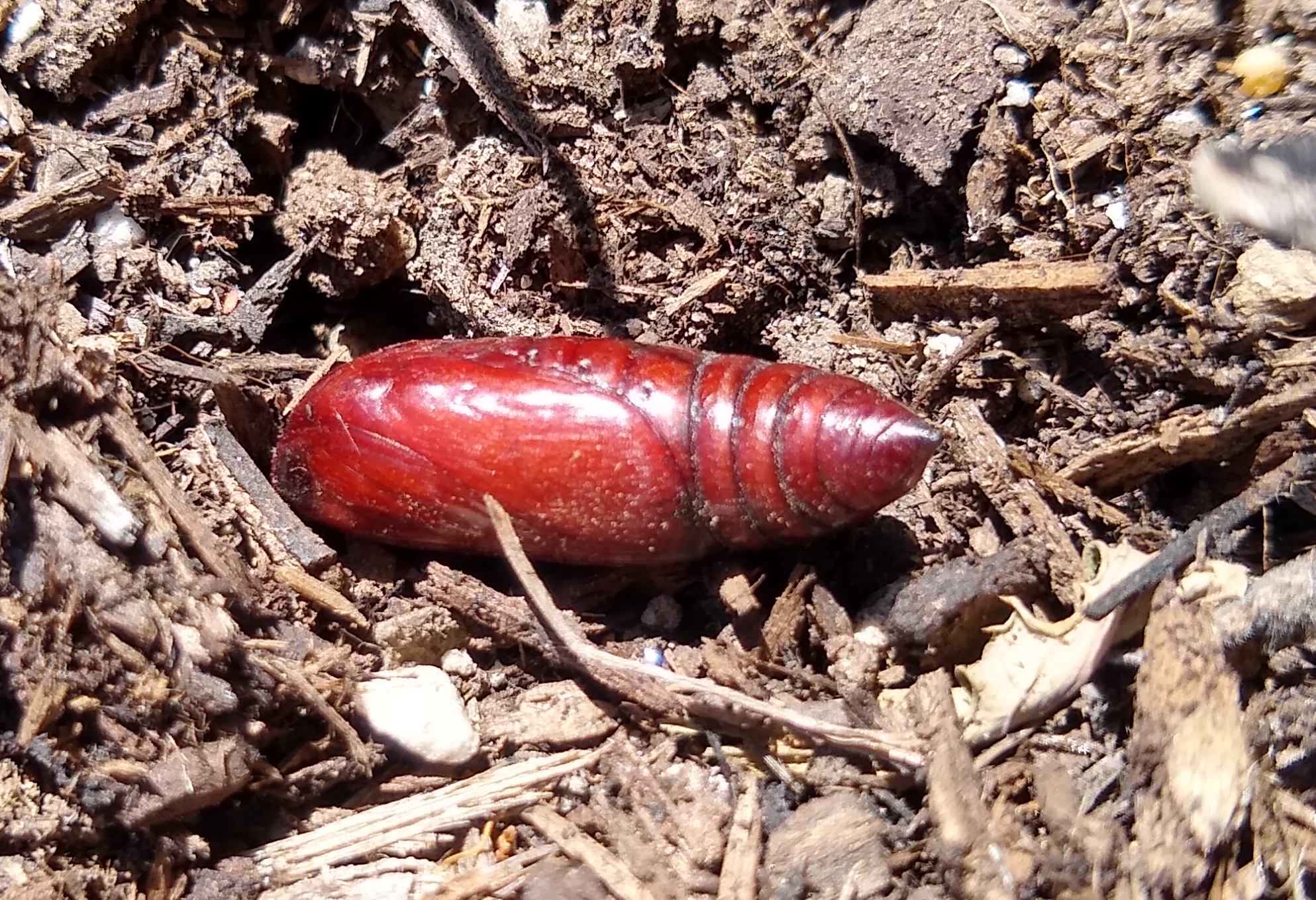
Pupe.

## Systématique
Le nom valide complet (avec auteur) de ce taxon est Citheronia regalis (Fabricius, 1793).
Ce taxon porte en français le nom vernaculaire ou normalisé suivant : Chenille à corne du noyer.